# 米山正夫
米山 正夫（よねやま まさお、1912年〈大正元年〉10月3日 - 1985年〈昭和60年〉2月22日）は、日本の作曲家、作詞家である。日本コロムビア専属。別名に勝沼久、Jason Albert。生涯に1000曲以上を作曲し、美空ひばりの「リンゴ追分」など昭和のヒット曲を数多く手がけた。

## 人物

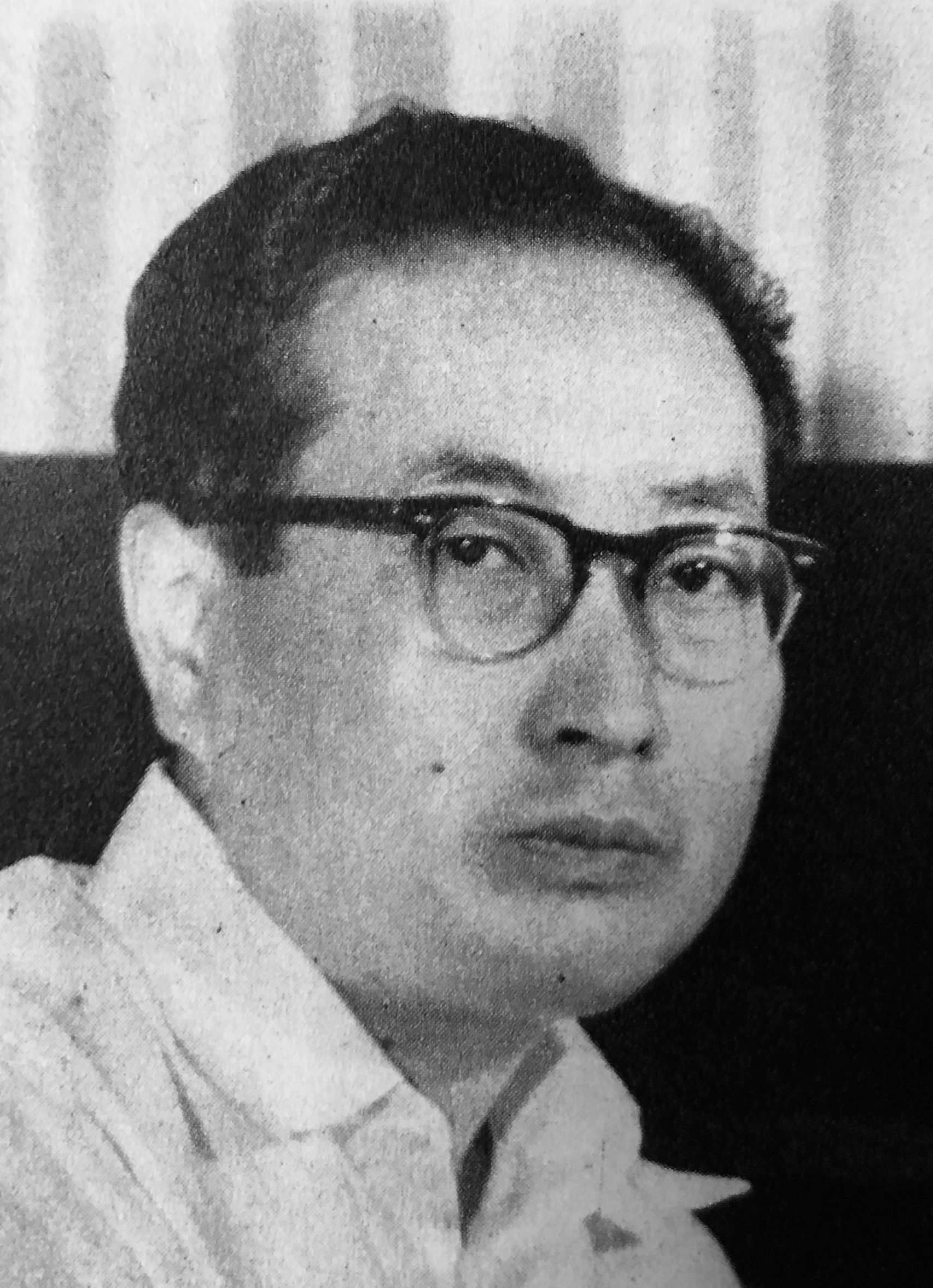
1954年

東京府豊多摩郡千駄ヶ谷町穏田（おんでん、現在の渋谷区）に生まれる。父親の米山正は倉知誠夫（三越会長）、山本留次、益田英作（益田孝の弟）らと東京蓄音機株式会社を設立し、専務取締役を務めた実業家。旧制成蹊高等学校尋常科に進むが、音楽の道を諦めきれずに東洋音楽専門学校（現在の東京音楽大学）へ転入する。
1934年にピアノ科を首席で卒業し、藤原義江のピアノ伴奏などで修行を重ねる。
同年に江戸川蘭子の「春の謳歌」で作曲家デビュー。
1936年、ポリドール・レコードの廉価盤だったコロナレコードのピアノ伴奏者となるが、コロナレコードが成功したことから、専属作曲家となった。大東亜戦争中の1942年には高峰秀子の歌で歌謡曲「森の水車」を発表するも、敵性的な楽曲であるとして、発売4日で発禁処分となった。
1944年、満州国奉天中央放送局勤務となる。前年に大東亜レコード（ポリドールレコード）が大東亜航空工業に改名し、閉鎖したためである。1945年5月、関東軍に現地応召を受ける。敗戦と同時にシベリアのコムソモリスク地区に抑留されたが翌年12月に帰国。復員後は住む場所が無かったので、弟の家で居候生活をした。
1947年、親友である近江俊郎の尽力で『NHKラジオ歌謡』で放送された『山小舎の灯』を手掛けヒット。これが作曲家として初の大ヒットとなり、「南の薔薇」、「森の水車」などが続けてヒットし、コロムビア専属作曲家となる。その頃、同じく復員してきた青木光一と再会。その後も、『リンゴ追分』、『車屋さん』、『津軽のふるさと』、『長崎の蝶々さん』など、初期の美空ひばりのヒット曲を数多く手掛けた。
1963年、クラウンレコード創設と共に同社の専属になり、西郷輝彦「涙をありがとう」、美樹克彦「花はおそかった」、水前寺清子『三百六十五歩のマーチ』、小林旭『赤いトラクター』、同じくヤンマーの『ヤン坊マー坊天気予報』のテーマ曲としてお馴染みの『ヤン坊マー坊の唄』、美川憲一『おんなの朝』など多くのヒット作品を残した。
1981年には紫綬褒章を受章。
1985年2月22日、長年患っていた糖尿病から肺炎を併発して死去。享年72。死後に勲四等旭日小綬章を追贈された。
葬儀では愛弟子の一人であった美空ひばりが弔辞を読んだ。

## 主な代表曲（全作曲を担当）
- 『春の謳歌』（昭和10年4月） 作詞：米山正夫、歌：江戸川蘭子
- 『櫻三里』（昭和11年3月） 作詞：宇野美樹、歌：中野忠晴、音丸
- 『只今帰って参りました』（昭和16年5月） 作詞：清水みのる、歌：上原敏、台詞佐野周二
- 『山小舎の灯』（昭和22年11月） 作詞：米山正夫、歌：近江俊郎
  - 1942年（昭和17年）の冬に高峰秀子が歌うことを想定して作曲されたが、当時の米英音楽の規制により「米英的なメロディ」であるとして未発売に終わった[5]。
- 『南の薔薇』（昭和23年7月） 作詞：野村俊夫、歌：近江俊郎
- 『思い出は雲に似て』（昭和24年1月） 作詞：米山正夫、歌：近江俊郎
- 『村の一本橋』（昭和24年5月） 作詞：米山正夫、歌：二葉あき子
- 『陽気な喫茶店』（昭和24年7月） 作詞：奥野椰子夫、歌：黒木曜子
- 『巨人軍の歌（ジャイアンツ・ソング）』（昭和24年10月） 作詞：岡野青志、補作詞：藤浦洸、歌：藤山一郎、コロムビア合唱団
- 『たそがれの薔薇』（昭和25年4月） 作詞：西條八十、歌：高峰三枝子
- 『水車小屋の花』（昭和26年1月） 作詞：鈴木比呂志、歌：近江俊郎
- 『森の水車』（昭和26年8月） 作詞：清水みのる、歌：並木路子
  - 1942年（昭和17年）、高峰秀子の歌でレコードが発売されるも、発売禁止となった。
- 『月が出ている港町』（昭和27年1月） 作詞：野村俊夫、歌：青木光一
- 『リンゴ追分』（昭和27年5月） 作詞：小沢不二夫、歌：美空ひばり
- 『リンゴ園の少女』（昭和27年5月） 作詞：藤浦洸、歌：美空ひばり
- 『馬っ子先生/津軽のふるさと』（昭和28年1月） 作詞：米山正夫、歌：美空ひばり
- 『日和下駄』（昭和29年5月） 作詞：米山正夫、歌：美空ひばり
- 『キツツキの赤いトランク』（昭和29年） 作詞：米山正夫、歌：河野ヨシユキ（第5回NHK紅白歌合戦で11歳の最年少歌手として出場し同曲を歌唱）
- 『緑はるかに』（昭和30年5月） 作詞：西條八十、歌：河野ヨシユキ、安田祥子
  - 映画『緑はるかに』主題歌。
- 『若人スキーヤー』（昭和30年12月） 作詞：米山正夫、歌：岡本敦郎
- 『キャラバンの太鼓』（昭和30年12月） 作詞：米山正夫、歌：伊藤久男
- 『長崎の蝶々さん』（昭和32年7月） 作詞：米山正夫、歌：美空ひばり
- 『浮かれ駕籠』（昭和32年9月） 作詞：米山正夫、歌：高田浩吉
- 『夜来香の女』（昭和32年11月） 作詞：西沢爽、歌：胡美芳
- 『ロカビリー剣法』（昭和33年6月） 作詞：米山正夫、歌：美空ひばり
- 『花笠道中』（昭和33年6月） 作詞：米山正夫、歌：美空ひばり
- 『桑名市歌』（昭和33年9月）
- 『お座敷ロック』（昭和33年11月） 作詞：関沢新一、歌：五月みどり
  - 五月みどりのデビュー曲。
- 『大川ながし』（昭和34年3月） 作詞：米山正夫、歌：美空ひばり（尚、此の作品は後にシンガポールの演歌歌手･黃清元によって『水長流』のタイトルで北京語カヴァーされた）
- 『霧よ雲よ峰よ』（昭和35年7月） 作詞：横山祐吉、歌：三鷹淳
  - 日本ユースホステル協会制定歌。
- 『ひばりのドドンパ/車屋さん』（昭和36年4月） 作詞：米山正夫、歌：美空ひばり
- 『若草の丘』（昭和38年7月） 作詞：北里有紀生、歌：本間千代子
- 『純愛の白い砂』（昭和38年11月） 作詞：米山正夫、歌：本間千代子
- 『関東春雨傘』（昭和38年12月） 作詞：米山正夫、歌：美空ひばり
- 『津市民歌』（昭和39年8月） 作詞：米山正夫、歌：平野忠彦
- 『津音頭』（昭和39年8月） 作詞：米山正夫、歌：北島三郎、五月みどり
- 『そよ風デイト』（昭和39年10月） 作詞：米山正夫、歌：高石かつ枝
- 『青年おはら節』（昭和40年1月） 作詞：星野哲郎、歌：西郷輝彦
- 『恋人ならば』（昭和41年1月） 作詞：米山正夫、歌：西郷輝彦
- 『恋のGT』（昭和41年1月） 作詞：米山正夫、歌：西郷輝彦
- 『兄妹の星』（昭和41年10月） 作詞：米山正夫、歌：西郷輝彦、水沢有美
- 『いたずらっぽい目』（昭和42年8月） 作詞：水島哲、歌：由美かおる
- 『花はおそかった』（昭和42年3月） 作詞：星野哲郎、歌：美樹克彦
- 『大巨獣ガッパ』（昭和42年4月） 作詞：一条ひかり、歌：美樹克彦
  - 映画『大巨獣ガッパ』主題歌。
- 『いつでも君は』（昭和42年9月） 作詞：星野哲郎、歌：水前寺清子
  - 1967年（昭和42年）の第1回日本作詩大賞を受賞[6]。
- 『三百六十五歩のマーチ』（昭和43年11月） 作詞：星野哲郎、歌：水前寺清子
- 『真実一路のマーチ』（昭和44年10月） 作詞：星野哲郎、歌：水前寺清子
- 『みれん町』（昭和45年8月） 作詞：西沢爽、歌：美川憲一
- 『兄弟ギター』（昭和45年11月） 作詞：能勢英男、歌：北島三郎
- 『おんなの朝』（昭和45年12月） 作詞：西沢爽、歌：美川憲一
  - 1970年（昭和45年）の日本有線大賞、日本作詩大賞を受賞[7]。
- 『ある少尉の遺言』（昭和46年11月） 作詞：藤田まさと、歌：東海林太郎
  - 東海林太郎ラストシングルレコード。
- 『寅さん音頭』（昭和50年7月） 作詞：星野哲郎、歌：渥美清
- 『祭りのあと』（昭和50年9月） 作詞：星野哲郎、歌：渥美清
- 『東京銀座は他人町』（昭和54年2月）作詞：能勢英男、歌：小林旭
- 『赤いトラクター』（昭和54年4月） 作詞：能勢英男、歌：小林旭
  - ヤンマー「ディーゼルトラクター」CMソング。
- 『ブライダルベール』（昭和57年11月） 作詞：星野哲郎、歌：藤山一郎
- 『ヤン坊・マー坊の唄』　作詞：能勢英男
  - オリジナル版の歌手は木村和子と山口えみの二人。1963年（昭和38年）頃、コロムビアよりシングル盤が発売されていた。
- 『南海放送の歌』（南海放送社歌　歌：ボニー・ジャックス）
- 『近鉄バファローズの歌』（旧大阪近鉄バファローズの球団歌）
- 『神奈川県立港北高等学校校歌』（いんぐりもんぐりがカバー）
- 『旭丘高等学校校歌』
- 『マキノ町の歌／マキノ音頭』（現・滋賀県高島市　マキノの町歌として昭和39年に制作）

## 門下生
- 美空ひばり
- 青木光一
- 野口五郎
- 若山彰
- 吉幾三